# لغات نيجرية كنغوية
اللغات النيجرية الكنغوية هي عائلة لغوية كبيرة في إفريقية جنوب الصحراء، من جنوب موريتانيا إلى كينيا ومن جنوب تشاد إلى جنوب أفريقيا. وهي ربما أكبر عائلة لغوية في العالم في عدد اللغات. من أهم لغاتها السواحلية والزولو والولفية. في معظم هذه اللغات نظام أبواب إسمية معقد: في السواحلية مثلا، تنقسم الأسماء إلى 11 أبواب، باب للناس والحيوانات، باب للأفكار، باب للأشياء الكبيرة، ألخ. (وأما في العربية بابان إسمية فقط، وهي المذكر والمؤنث.)
أول من حدد هذه العائلة جوزيف غرينبيرغ تحت اسم «نيجيرية كردفانية» في كتابه المشهور لغات إفريقية. ولأن هناك شكوك في تصنيف اللغات الكردفانية، سماها جون بندر-ساميول «نيجيرية كنغولية»، فأصبح الاسم المعروف عند علماء اللغة.
وفروعها:
- لغات أطلسية ومنها الولفية في سنغال والفولانية طول أفريقيا الغربية
- لغات كوا ومنها لغة آكان في غانة ولغات غبي وأهمها لغة أيوي في غانا وتوغو.
- لغات إيجوية في نيجيريا
- لغات كرو، ومنها لغة بيتي
- لغات غورية خاصة في بوركينا فاسو
- لغات أدماوية أوبانغية وأهمها لغة الصانغو في الجمهورية الأفريقية الوسطى [[ولغة الزاندي] في السودان
- لغات الدوغون في جبال مالي
- لغات بينوية كنغولية
  - غير البانتو، ومنها لغة اليوروبا في نيجيريا
  - لغات البانتو، وهي منتشرة من الكاميرون وكينيا حتى جنوب أفريقيا، ومنها السواحلية والزولو
- لغات مندنكية فيغرب إفريقية، ومنها لغة المندنكا (أي «أنكو») ولغة صوصو (وفي رأي بعض علماء اللغة هذه ليست نيجيرية كنغولية)

وكما ذكرنا، اللغات الكردفانية قد تكون نيجيرية كنغولية، لكن يختلف علماء اللغة فيها.